# Саги о недавних событиях
«Саги о недавних событиях» (исл. Samtíðarsögur) — одна из разновидностей исландских саг.
В произведениях этого жанра рассказывается о событиях недавнего прошлого, в отличие от «саг об исландцах» и «саг о древних временах». Автор или получает информацию от свидетелей и участников событий, или даже сам является таким свидетелем и участником. При превалировании хронологического критерия над географическим этот жанр отчасти пересекается с двумя другими — «саги о королях» и «саги о епископах».
Самые известные из саг о недавних событиях — «Сага о Сверрире» и «Сага об Исландцах».
В «Саге о Сверрире» говорится, что «некоторые из этих событий были записаны сразу после того, как они произошли». Такая оперативность предполагала обилие фактического материала. Например, в сагах, вошедших в компиляцию «Сага о Стурлунгах», на 900 страницах упоминаются три тысячи имён. Отсюда некоторыми учёными делается вывод, что в «сагах о недавних событиях» историчны даже все диалоги, и что «саги об исландцах» — это художественное изображение реальных событий XIII века, создававшееся под непосредственным впечатлением от «саг о недавних событиях». Так, сцена сожжения Ньяля в «Саге о Ньяле» может быть завуалированным описанием сожжения на Мошкарном болоте, случившегося в 1253 году и описанного в «Саге об исландцах»(гл. 172—174).
Один из героев «Саги о Названых Братьях» рассказывает «сагу о недавних событиях» на тинге: это сага о том, как рассказчик убил Торгейра сына Хавара.

## Список «саг о недавних событиях»
- Сага о Гудмунде Драгоценном
- Сага о Людях со Свиной Горы
- Сага о Сверрире
- Сага о священстве епископа Гудмунда сына Ари
- Сага о Стурле
- Сага о Торгильсе Заячья Губа
- Сага о Торгильсе и Хавлиди
- Сага о Торде Какали
- Сага о Хравне сыне Свенбьёрна
- Сага об Ароне сыне Хьёрлейва
- Сага об Исландцах
- Саги о Посошниках